# 쇼카콜라
쇼카콜라(독일어: Scho-Ka-Kola, (Schokolade Kaffee Kolanuss)는 독일의 초콜릿 제품 및 상표이다.

## 역사

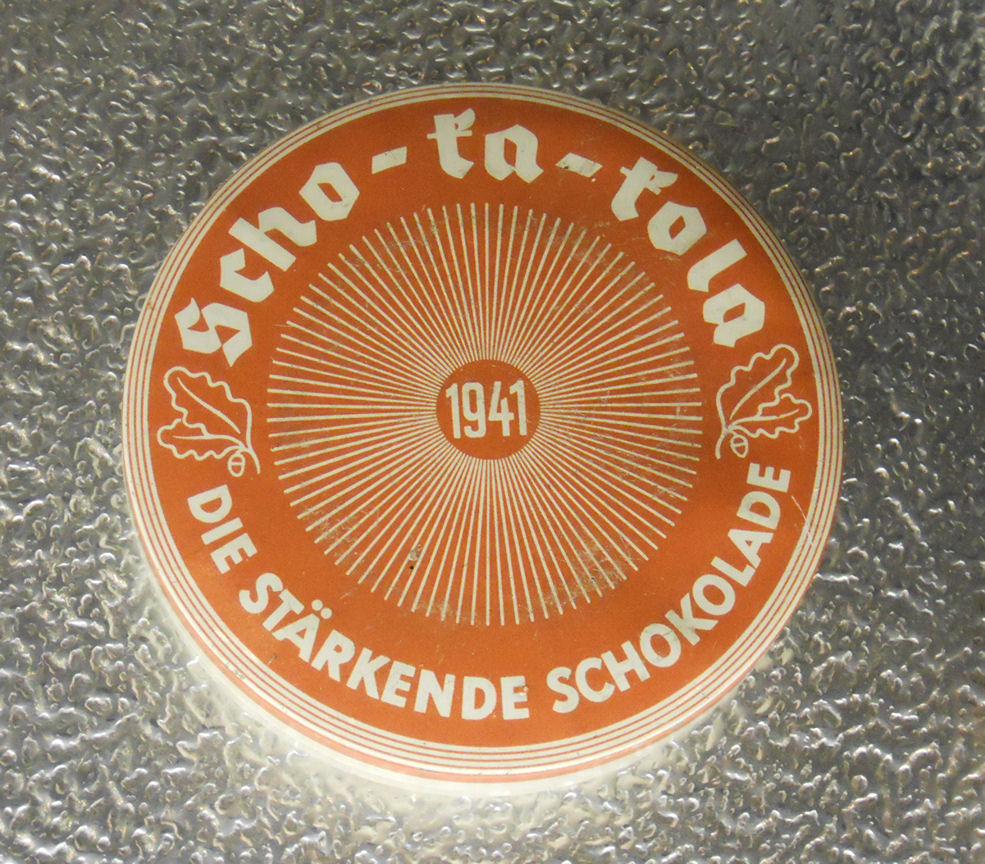
1941년에 생산된 쇼카콜라의 모습

1935년 독일 알트베를린(AltBerlin)에서 테오도르 힐데브란트라는 쇼콜라티에가 세운 회사인 힐데브란트가 개발하고 상표 등록을 하였다. 1936년 하계 올림픽에서 스포츠 초콜릿으로 소개되었으며, 베른하르트 스프렝겔 회사가 생산하였다. 이 회사는 제2차 세계 대전이 발발하기 전 독일에서 초콜릿 생산의 주요 회사 중 하나였다.
쇼카콜라가 본격적으로 알려지기 시작한 것은 바로 2차대전 즈음이다. 제2차 세계 대전 중 독일 국방군의 전투식량으로 활용되었다. 특히 전차 승무원, U보트 승무원, 그리고 루프트바페 승무원들에게 지급되었다. 이는 전장에 투입된 군인들의 사기를 증진하고, 긴장감과 피로감, 그리고 공포심을 줄이기 위한 일종의 각성제 역할을 하였다.
나치 독일이 패배하고 연합국에 의해서 통치되는 시기에도 독일 국민들에게 지급되었다. 쇼카콜라는 역사에서 사라지지 않고 현재까지 살아남아 판매되고 있다.

## 상세

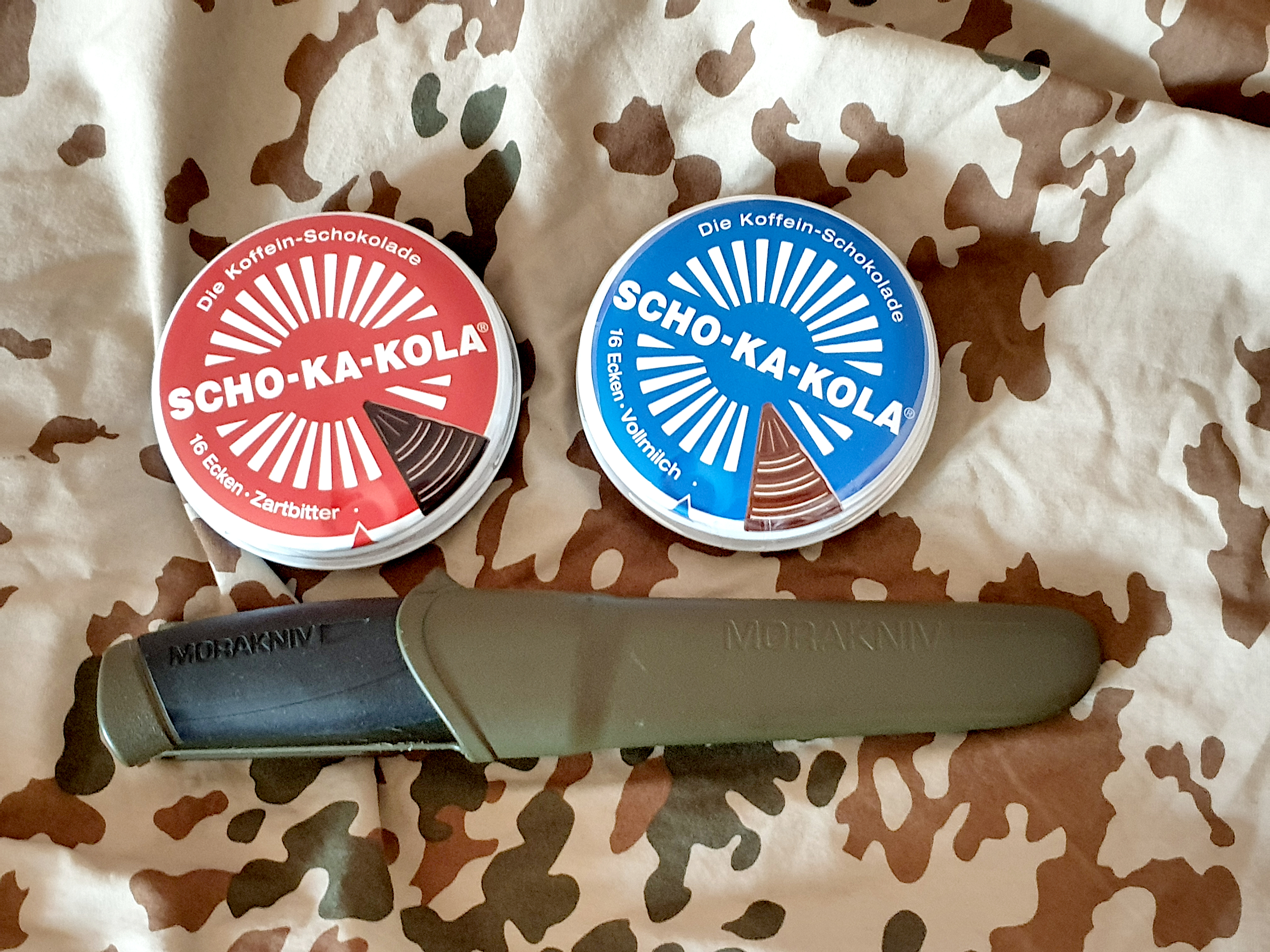
시중에 판매 중인 파란색과 빨간색 쇼카콜라

시장에 존재하는 일반적인 초콜릿과는 달리, 높은 카페인 함유량을 갖고 있다. 재료는 카카오와 콜라나무 열매가 사용된다. 구두약 깡통 모양의 포장과 제조법은 1936년 상표가 처음 생긴 이래 거의 변하지 않았다. 초콜릿은 케이크 모양으로 잘라져 있으며 총 16개 조각으로 이뤄져있다. 구두약 깡통 모양에 대략 100g 의 초콜릿이 들어가 있으며, 이는 200mg의 카페인을 갖는다. 즉, 조각 하나당 대략 12.5mg 카페인을 함유하는 셈이다.

## 제품의 종류
다크 초콜릿은 빨간색 깡통, 밀크 초콜릿은 파란색 깡통에 포장된다.

## 매체
주로 시대상이 2차대전인 전쟁 영화에서 등장하며, 스탈린그라드, 대공습에서 나왔다.